# Mijoux
Mijoux is een gemeente in het Franse departement Ain (regio Auvergne-Rhône-Alpes) en telt 375 inwoners (2005). De oppervlakte bedraagt 21,5 km², de bevolkingsdichtheid is 17,4 inwoners per km². Mijoux beschikt over een kleine supermarkt, een slagerij, een wasserette, sportwinkels en een kapper. Verder is er een VVV en een speeltuin. Ook is er een kerkje en een postkantoor.  Door het stadje loopt de GR9. Het dorpje ligt in het dal Combe de Mijoux bij de berg Col de la Faucille. Op deze berg bevindt zich een skipiste. Tot slot is er ook nog een juwelier, edelsteenverkoper met gratis museum.   

## Geografie
De onderstaande kaart toont de ligging van Mijoux met de belangrijkste infrastructuur en aangrenzende gemeenten.

## Demografie
Onderstaande figuur toont het verloop van het inwoneraantal van Mijoux vanaf 1962. De cijfers zijn afkomstig van het Frans bureau voor statistiek en bevatten geen dubbel getelde personen (volgens de gehanteerde definitie population sans doubles comptes).
Vanwege een beveiligingsprobleem met de MediaWiki Graph-software is het momenteel niet mogelijk deze grafiek weer te geven. Zodra de software is bijgewerkt zal de grafiek vanzelf weer zichtbaar worden.
1. ↑  Populations de référence 2022.